# Fondation du Collège de France
La Fondation du Collège de France est une fondation créée en 2008, reconnue d'utilité publique par un décret du 7 avril 2008, et vouée au développement des sciences et à la diffusion des connaissances.

## Mission
La Fondation a pour but d’accroître le potentiel de recherche et de diffusion des connaissances du Collège de France ainsi que la qualité des plateformes techniques des laboratoires. Elle permet de soutenir des programmes de recherche et des équipes de chercheurs impliqués dans le développement des sciences.

## Financement
Grâce aux financements privés, le développement de la recherche s’inscrit en continu au Collège de France. Ces fonds permettent ainsi de répondre aux besoins de financement de projets spécifiques à l’institution, de soutenir des projets de recherche, d’augmenter la diffusion de l’information scientifique. Ils permettent également de moderniser des services destinés aux chercheurs et aux étudiants français et étrangers accueillis, de soutenir la formation des jeunes chercheurs et d’accroître le rayonnement international de la recherche française. La Fondation soutient activement les grands programmes de recherche et de diffusion des connaissances : Avenir commun durable et Agir pour l'éducation.

## Gouvernance
La Fondation est administrée par un Conseil constitué de 12 membres répartis en trois collèges : le collège des membres fondateurs constitué de professeurs de l’institution, le collège des personnalités qualifiées qui réunit des personnalités de la société civile (Dominique Senéquier,  Raphael Palti, Philippe Lemoine et Mercedes Erra) et le collège des donateurs.
Les membres sont nommés pour une durée de quatre ans, renouvelés par moitié tous les deux ans. Le professeur Jean-Francois Joanny qui succède au Pr Marc Fontecave et Mme Mercedes Erra  ont été respectivement élus au siège de président et de vice-président lors du conseil d'administration de décembre 2023. 
Le Conseil d’administration est assisté d’un Comité d’orientation scientifique qui est présidé par la professeure  Samantha Besson. Un commissaire du gouvernement assiste aux séances du Conseil. Il veille au respect des statuts et au caractère d’utilité publique de l’activité de la Fondation. La direction de la Fondation du Collège de France a été confiée en février 2023 à Mme Julie Barbaroux. Elle succède à Mme Marie Chéron, qui a créé  la Fondation, et nommée conseiller du Président. 

## Mécènes
La Fondation reçoit le soutien de nombreux mécènes à titre privé ou au titre de l'entreprise, entre autres M. Michel David-Weill, Mme Liliane Bettencourt, l'AFD, l'Institut national de recherche en informatique et en automatique (INRIA), TOTAL, Emerige, COVEA, Sfil, Bred, FOrVIA .... 
En 2015, une grande campagne de communication a été lancée afin d'accroître la collecte de fonds. L'agence BETC, sous l'impulsion de sa présidente, Mercedes Erra, a réalisé la campagne en pro bono. 